# Kobra czarnoszyja
Kobra czarnoszyja, kobra plująca (Naja nigricollis) – gatunek węża z rodziny zdradnicowatych (Elapidae). Zamieszkuje Afrykę Subsaharyjską.

## Systematyka
Obecnie gatunek ten uznawany jest za monotypowy; wyróżniane dawniej podgatunki nigricincta i woodi wydzielono do odrębnego gatunku Naja nigricincta.

## Wielkość
Dorasta do 150–220 cm długości, znajdowane były żywe okazy o długości około 300 cm.

## Długość życia
Jest to wąż, który dożywa 12–15 lat, w niewoli do 20 lat.

## Wygląd
Ubarwienie szare, brunatnoszare lub czarne. Spód ciała żółtawy lub żółtobrązowy, z ciemnym pasem w części szyjnej. Ciało bardzo smukłe. Głowa niewyraźnie wyodrębniona od reszty ciała. Oczy – mają okrągłą źrenicę, chronioną przez zrośnięte przejrzyste powieki.

## Występowanie
Zamieszkuje sawanny i otwarte lasy afrykańskie na południe od Sahary.

## Cechy charakterystyczne
Kobra czarnoszyja jest niebezpiecznym wężem. Nazwa „kobra” pochodzi od określenia cobra di capello, czyli wąż kapturowy, użytego przez pierwszych portugalskich badaczy. Wąż ten ma uzębienie typu Proteroglypha. Kobra czarnoszyja ma dwa haczykowato zagięte zęby jadowe o długości od 0,8 cm – 1,5 cm. Są one krótsze niż u żmij, ale mocniejsze. Kobra jest wężem żyjącym samotnie. Na polowanie wyrusza o zmierzchu i jest aktywna przez całą noc. W mieście podstawę jej pożywienia stanowią myszy i szczury. Kobra znajduje ofiary, kierując się zmysłem węchu i wzroku. Gdy napotka potencjalną zdobycz, przybiera pozycję właściwą do ataku. Unosi ciało, ocenia odległość, bardzo gwałtownie wysuwa głowę do przodu. Potem następuje ukąszenie. Charakterystyczną cechą kobry plującej jest to, że może pluć jadem w stronę napastnika (przeważnie w oczy).

## Biotop
Kobra czarnoszyja jest gadem, który potrafi przetrwać w różnych środowiskach. Występuje na odkrytych polach ryżowych, w ogrodach i parkach wielkich miast. Można się na nią natknąć na trawnikach i bazarach, a nawet spotkać w mieszkaniu. Jest zwierzęciem wymagającym ciepła, dlatego występuje na obszarach, gdzie przez cały rok panują temperatury dodatnie. Kobra jest zwierzęciem prowadzącym naziemny tryb życia, choć potrafi wspinać się na drzewa i mury, a także jest bardzo dobrym pływakiem.

## Pokarm
Na wolności: żaby, jaja, węże, drobne ssaki.

W niewoli: głównie drobne gryzonie: bieguski, myszy, szczury

## Jadowitość
Dysponuje dość silnym jadem, który oddziałuje na układ nerwowy.
Ukąszenie może spowodować śmierć nawet dorosłego człowieka, jeżeli nie będzie podana surowica we właściwym czasie. Jako jeden z nielicznych gatunków należących do rodzaju Naja (kobry) posiada jad zawierający istotne frakcje cytotoksyn, podczas gdy pozostałe kobry dysponują głównie jadem opartym na neurotoksynach. Zaniepokojona kobra może pluć jadem na odległość kilku metrów, przy czym precyzję zachowuje na dystansie do 2–3 metrów. Plucie jadem jest zachowaniem typowo obronnym, nie wykorzystywanym do polowania. Jak każda kobra plująca cechuje się dość dobrą celnością i mierzy zazwyczaj w oczy intruza. Działanie jadu na gałkę oczną może doprowadzić do chwilowej ślepoty, a w przypadku długiej ekspozycji na toksynę (brak przemycia oczu) nawet do ślepoty trwałej. Jej ukąszenie może spowodować śmierć.

## Rozmnażanie
W okresie rozrodczym kobry dobierają się w monogamiczne pary. W czasie kopulacji samiec okręca się wokół tylnej części ciała tak, aby mogły połączyć się ich kloaki. Kopulacja może trwać kilkanaście minut. Para pozostaje razem do momentu wyklucia się młodych. Przez dwumiesięczny okres inkubacji węże pilnują gniazda. Samica często otacza jaja swym ciałem. Proces wykluwania się młodych trwa od 3 do 6 godzin. Młode kobry od razu są jadowite, podstawą ich diety są młode myszki, bieguski, jaszczurki i żaby. W pierwszym okresie życia węże bardzo szybko rosną. Pierwsza wylinka występuje 3-go dnia życia, druga 8-go a trzecia 21–25 zaś czwarta około 35–45 dnia.
Częstotliwość wylinek w późniejszym okresie życia maleje, gdyż gad rośnie dużo wolniej. Dojrzałość płciową kobra osiąga w wieku 2–4 lat. Kobra składa od 9 do 40 jaj. Okres godowy kobry czarnoszyjej przypada na porę deszczową i trwa od stycznia do kwietnia.

## Kobra czarnoszyja w niewoli
Wielkość terrarium dla jednego dorosłego osobnika to 150x50x50 cm (długość x szerokość x wysokość). Temperatura w terrarium powinna wynosić 25–30 stopni w dzień, w nocy zaś powinna spadać do 20–24 stopni.
Wilgotność w terrarium powinna się utrzymywać na poziomie 60–70%, w czasie wylinki należy zwiększyć do 80–90%. Jeżeli w terrarium chcemy hodować dwa węże, to powinniśmy powierzchnię zwiększyć o 40% (tylko podstawa). Na podłoże może być włókno kokosowe, torf, a nawet ręczniki kuchenne – jednak zmniejszają estetykę wyglądu terrarium.
W terrarium powinna się znajdować miseczka ze świeżą wodą.